# Samuel Thomas Parker
Pour les articles homonymes, voir Parker.
Samuel Thomas Parker (9 juillet 1950 à Memphis, Tennessee - 12 septembre 2021 à Durham, Caroline du Nord), également Tom Parker, ou S. Thomas Parker, est un archéologue américain spécialiste des provinces romaines, professeur à l'Institut d'Histoire de l'Université d'État de la Caroline du Nord à Raleigh.

## Travaux archéologiques
Les domaines d’activité de Parker étaient l’histoire et l’archéologie de l’Empire romain. En particulier, il se concentre sur l’armée romaine et les provinces frontalières orientales de l’empire. Ses autres domaines d’intérêt sont la céramique romaine, la vie économique antique, l’histoire grecque et byzantine ainsi que l’archéologie classique. Ses recherches sur le terrain l’ont conduit en Jordanie, en Israël et à Chypre.
Il a dirigé la recherche sur le limes Arabicus en 1976 en Jordanie. Ce travail a été suivi en 1977 par l’archéologue Bert de Vries, stratigraphe, chef de section et expert en céramique au projet Umm el-Jimal. De 1980 à 1989 il a été directeur et spécialiste de la céramique du Limes Arabicus Project et a occupé les mêmes fonctions de 1994 à 2002 avec le Roman Aqaba Project à Aqaba.
Il a reçu de nombreuses bourses pour son travail et est co-auteur de l’Atlas Barrington du monde grec et romain.

## Publications
- (en) Samuel Thomas Parker, « Exploring the Roman Frontier in Jordan », Archaeology, vol. 35, no 5,‎ septembre-octobre 1984, p. 33-39 (JSTOR 41731606).
- (en) Samuel Thomas Parker, « The roman limes in Jordan », Studies in the History and Archaeology of Jordan, no 03,‎ 1987, p. 151-164 (lire en ligne)
- (en) Samuel Thomas Parker, « The Typology of Roman and Byzantine Forts and Fortresses in Jordan », Studies in the History and Archaeology of Jordan, no 05,‎ 1995, p. 251-260 (lire en ligne).
- (en) Samuel Thomas Parker, « An Empire's New Holy Land: The Byzantine Period », Near Eastern Archaeology, vol. 62, no 3,‎ septembre 1999, p. 134-180 (JSTOR 3210712).
- (en) Samuel Thomas Parker, The Roman Frontier in Central Jordan : Final Report on the Limes Arabicus Project, 1980–1989, Dumbarton Oaks Studies, 2006, 1104 p. (ISBN 9780884022985, lire en ligne)
- (en) Samuel Thomas Parker, Andrew M. Smith, Cassandra Burns et Marni Cochrane, The Roman Aqaba Project Final Report, Volume 1: The Regional Environment and the Regional Survey, The American Schools of Oriental Research, coll. « American Schools of Oriental Research Archaeological Reports » (no 19), 2014, 400 p. (lire en ligne).